# Albert Girona i Albuixech
Albert Girona i Albuixech (Almussafes, Ribera Baixa, 1956) és un historiador valencià, doctor en Història Contemporània i professor a la Universitat de València. En l'àmbit polític, és militant del BLOC-Compromís i va ser alcalde del municipi valencià d'Almussafes amb el entre 2009 i 2015. Entre el 2015 i 2019 fou Secretari Autonòmic de Cultura i Esports a la Generalitat Valenciana.

## Biografia
Albert Girona és doctor en història, i és especialista en el període relatiu a la Segona República Espanyola i la Guerra Civil, període històric sobre el qual ha publicat diversos llibres (sobretot referits a com es van viure al País Valencià) i ha col·laborat a diversos treballs col·lectius de distinta índole.

## Trajectòria política
Pel que fa a la seua trajectòria política, Girona va començar la seua militància a l'històric Partit Socialista del País Valencià, formació que abandonaria quan esta esdevinguera la filial valenciana del PSOE. En formalitzar-se la Unitat del Poble Valencià, va militar a la nova formació i va promoure la creació dels col·lectius de Benifaió i Almussafes i ha estat regidor al seu poble durant més de 20 anys.
Quan UPV i PVN van fusionar-se per crear el Bloc Nacionalista Valencià, Girona continuà desenvolupant tasques, tant al seu poble (va ser tant portaveu de la candidatura nacionalista local com regidor d'Hisenda durant el govern de Josep Chaqués) com al Consell Nacional i l'executiva del partit, on va ser responsable de l'àrea d'educació i hisenda.
En les eleccions municipals de 2007 va ser proclamat candidat a l'alcaldia d'Almussafes, obtenint cinc regidors. En 2009 va accedir a l'alcaldia de la localitat, i va revalidar el seu càrrec després de les eleccions municipals de 2011, ocupant el càrrec d'alcalde fins 2015.
En juliol de 2015 va ser nomenat Secretari Autonòmic de Cultura i Esports dins de la Conselleria d'Educació i Cultura de la Generalitat Valenciana.